# Гарден Сити Парк (Њујорк)
Гарден Сити Парк (енгл. Garden City Park) насељено је место без административног статуса у америчкој савезној држави Њујорк.

## Демографија
По попису из 2010. године број становника је 7.806, што је 252 (3,3%) становника више него 2000. године.
| Група             | 2000.         | 2010.         |
| Белци             | 4.907 (65,0%) | 3.790 (48,6%) |
| Афроамериканци    | 318 (4,2%)    | 293 (3,8%)    |
| Азијати           | 1.548 (20,5%) | 2.586 (33,1%) |
| Хиспаноамериканци | 611 (8,1%)    | 942 (12,1%)   |
| Укупно            | 7.554         | 7.806         |